# Nothoscordum izaguirreae
Nothoscordum izaguirreae är en amaryllisväxtart som beskrevs av Crosa. Nothoscordum izaguirreae ingår i släktet vaniljlökar, och familjen amaryllisväxter. Inga underarter finns listade i Catalogue of Life.